# 사우디아라비아의 핵무기 개발

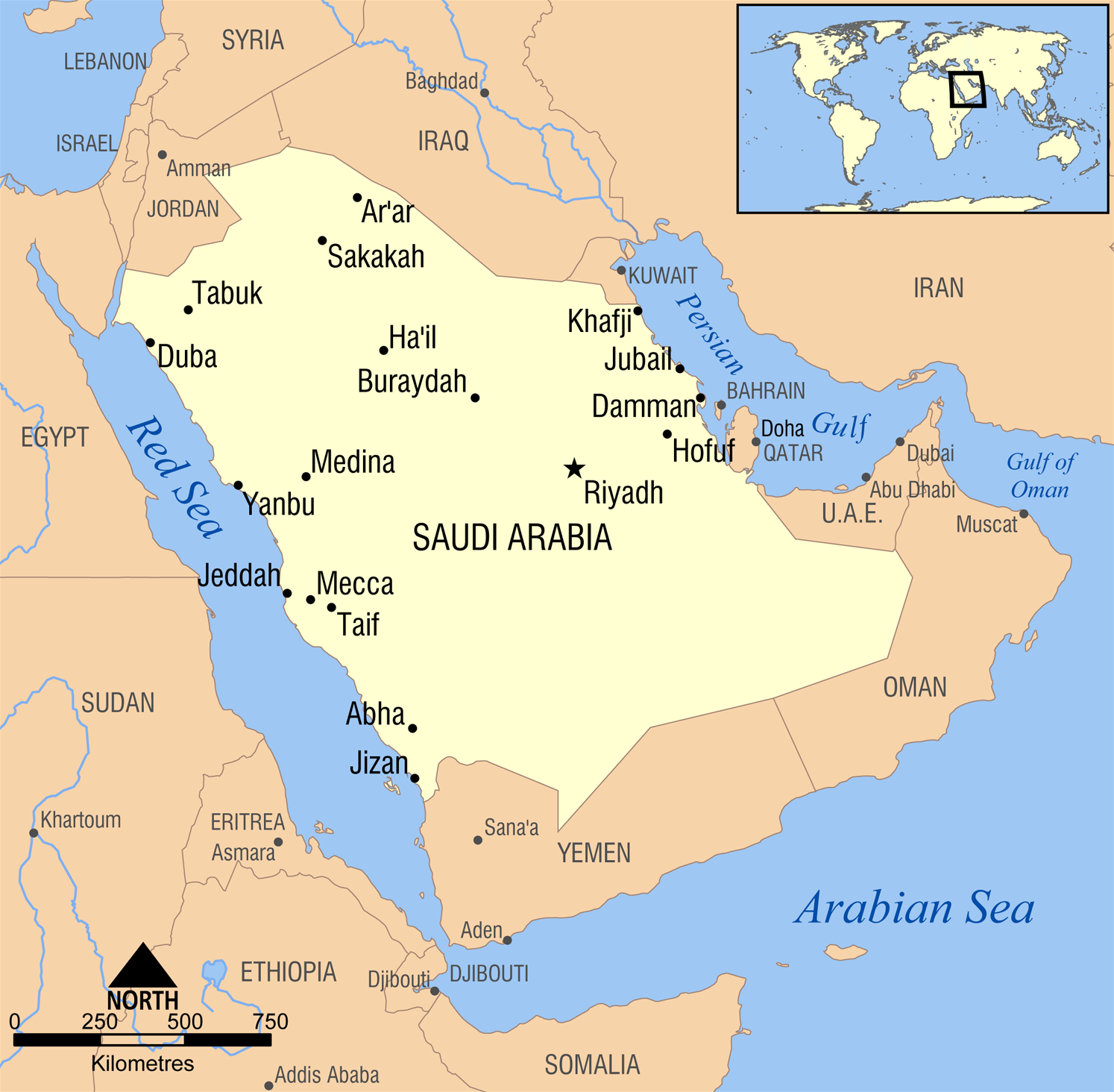

사우디아라비아는 핵무기 프로그램을 가졌다고 알려져 있지 않다. 사우디아라비아는 공식적으로 중동에서 핵무장에 반대하는 입장을 밝히는 나라이며 핵확산방지조약(NPT)에 가입해 있다. 핵확산 연구에서는 사우디아라비아를 의심국가로 지정하지 않고 있다.
그러나 최근 수년 동안 사우디아라비아가 핵무기를 획득하려고 한다는 언론 보도들이 있었다.

## 미국
2008년 5월 미국과 사우디아라비아는 사우디아라비아의 민간 핵 에너지 프로그램을 촉진하는 양해각서를 체결하였다.
2016년, 트럼프 공화당 대선후보는 "더 많은 국가가 핵무기를 보유하면 세계는 더 안전해질 것"이라고 주장하면서, "사우디아라비아, 한국, 일본의 핵무장을 용인하겠다"고 말했다.
2019년 3월 27일, 미국 정부가 자국 기업들의 원자력 기술을 사우디아라비아에 판매할 수 있도록 비밀리에 허가했다. 이를 두고 미국이 사우디의 핵무장을 도우려는 게 아니냐는 비판이 제기됐다. 사우디 정부는 전력 생산을 목적으로 원자력 발전소 건설을 추진하고 있지만 속내는 핵무기 개발이라는 게 안보 전문가들의 공통된 의견이다.
2019년 4월 28일, 미국의 시사 종합지 디 애틀랜틱은 트럼프 대통령이 재선하면 독자적인 핵 개발에 나설 가능성이 있는 대표적인 국가로 일본과 사우디아라비아를 지목했다.

## 이라크와의 거래
1994년 사우디아라비아의 국제 연합 부대사 킬레위가 미국에 망명 신청을 하였다. 킬레위는 1만 페이지의 문서를 제공했는데 이 문서에는 사우디아라비아가 오랫동안 이라크의 대량살상무기 개발을 지원해 왔다는 내용이 있었다. 이라크의 사담 후세인 대통령은 핵무기 개발 계획 당시 사우디아라비아로부터 50억 달러의 지원을 받았는데 당시 후세인이 내건 조건은 이라크의 핵무기 기술의 개발이 완료되면 사우디아라비아로 이전해 준다는 것이었다. 킬레위는 사우디아라비아의 동의 하에 미국 망명이 허용되었다. 이러한 이라크와의 거래는 다른 출처로부터는 확인되지 못했다. 미국 관리는 이에 대한 어떤 증거도 없다고 성명을 발표했다. 사우디아라비아는 이에 대한 논평을 거부했다.
게다가 킬레위의 망명 사태 당시 클린턴 행정부의 중동 문제에 대해 책임이 있었던 고위 관료인 국무부의 로버트 펠레트로와 국가안전보장회의의 브루스 리델은 킬레위의 주장을 뒷받침할 어떤 언론 보도도 찾지 못했다고 말했다. 펠레트로는 아무것도 아니다고 말했다.

## 파키스탄과의 거래
1978년에 파키스탄의 핵무기 기술과 사우디아라비아의 석유를 교환하는 이른바 "핵 상호 협력"에 관한 비밀 협정이 체결되었다고 보도되었다. 사우디아라비아의 핵보유를 결정적으로 하게 만든것은 이란 팔라비 왕조 붕괴와 이란-이라크전쟁 때문이다
2006년 3월 독일 잡지 Cicero는 사우디아라비아가 2003년부터 파키스탄의 미사일과 핵탄두를 제공받고 있다고 보도했다. 사우디아라비아의 수도 리야드 남쪽에 위치한 알술라일에서 가우리 미사일과 사일로를 찍은 인공위성 사진이 공개되었다. 그러나 파키스탄은 사우디아라비아를 도왔다는 것을 부인했다.

## 아랍국들과의 거래
사우디아라비아는 페르시아 만의 아랍국들과 그들만의 민간 핵 프로그램도 함께 하기 시작했다. 이것은 확산의 우려를 더욱 높이고 있다. 2007년 3월 페르시아 만의 아랍 국가 6개국의 외무장관들이 2006년 12월에 사우디아라비아에서 합의한 이 계획을 논의하였다.

## 미사일 능력
1988년 사우디아라비아는 중국의 IRBM인 둥펑-3 미사일(CSS-2)을 몇 발 수입했다. 미사일의 사거리는 2,800km이며 탄두중량은 2톤이다. CSS-2는 원래 중국이 수소폭탄을 운반하기 위해 개발한 미사일이지만, 사우디아라비아는 이 미사일에 재래식 탄두를 장착했다. 현재 중국에서는 이 미사일이 퇴역한 상태이다.
1986년 9월 8일, 사우디아라비아 전략미사일군이 창설되었다. 4만명 규모에 5개 미사일 기지가 있으며, 사거리 4,000 km DF-3 미사일(IRBM) 900발, 사거리 2,000 km DF-21 미사일(MRBM) 상당량을 보유하고 있다. 북한으로 치면 무수단 IRBM과 노동 MRBM이다.
2018년 11월, 사우디아라비아가 미국으로부터 150억 달러(16조8,000억원)에 달하는 고고도미사일방어체계(THAADㆍ사드)를 구매했다.
2019년 1월 23일, 워싱턴포스트는 위성사진 분석 결과 수도 리야드 남서쪽에 있는 알와타 미사일 기지 인근에 탄도미사일 공장이 있는 것으로 보인다고 보도했다. 이 미사일 공장은 궁극적으로 사우디 핵프로그램에 중요한 역할을 할 것이라고 WP는 분석했다. 2명의 다른 미사일 전문가들도 알와타 부지의 사진을 본 뒤 탄도미사일을 위한 로켓 엔진 생산 시설처럼 보인다고 설명했다.
2019년 6월 5일, CNN은 사우디아라비아가 중국의 도움으로 탄도 미사일 개발을 하고 있다고 보도했다. 트럼프 정부는 이를 알고도 의회에 보고하지 않았다. 사우디의 실권자인 무함마드 빈 살만 알사우드 왕세자는 2018년 CBS 시사보도 프로그램 60분과의 인터뷰에서 "만약 이란이 핵폭탄을 개발했다면 가능한 신속하게 우리도 뒤따를 것"이라고 말했다.

## 같이 보기
- 사우디아라비아 전략미사일군
- 알와타 미사일 기지